# Conte de la chamane Nisan
 (novembre 2016).
Le conte de la chamane Nisan (également orthographié Nishan ; en Mandchou ᠨᡳᡧᠠᠨ  ᠰᠠᠮᠠᠨ ᡳ   ᠪᡳᡨᡥᡝ ;Möllendorff : Nišan saman-je bithe) est un conte populaire mandchou à propos d'une femme chaman qui ressuscite le fils d'un riche propriétaire terrien. Les premières versions ont été collectées par l'ethnographe soviétique A. V. Grebenshchikov. Depuis, ce conte a été traduit en russe, anglais, coréen et hongrois.

## Versions
Des variantes de cette histoire existent également parmi les Evenks, les Daur et les Nanai,. L'histoire s'est essentiellement transmise par la tradition orale, et les manuscrits sont rares. L'ethnographe soviétique A. V. Grebenshchikov a réussi à en acheter deux au cours de ses premiers voyages de recherche dans le Nord de la Chine, en 1908 et 1909, la première fois près de Qiqihar, la seconde à Aigun. Il a obtenu un troisième manuscrit qui lui a été donné à Vladivostok en 1913, par un homme du nom de Dekdenge. Le manuscrit de Qiqihar montre quelques caractéristiques inhabituelles dans son orthographe ; en particulier, les marqueurs verbaux qui y sont écrits séparément de leur base verbale, alors que la pratique standard dans les écrits mandchous est de les écrire attachés au verbe de base. Une enquête ethnographique menée dans les années 1930 par Johnson Ling de l'Academia Sinica (Ling/凌純聲 1934) a enregistré 18 versions différentes du conte parmi les tribus Nanai de la rivière Songhua. Volkova 1961, en se basant sur le manuscrit de Grebenshchikov, a réalisé la première traduction en russe. En 1969, une traduction en anglais a été réalisée par George Meszoly, de l'Université de Harvard, pendant son premier cycle. Cependant, elle n'a jamais été publiée. Seong Baek-in (de l'université de Myongji) a fourni une traduction en coréen cinq ans plus tard (成百仁 1974). La première traduction anglaise publiée, Nowak et Durrant 1977, s'est appuyée sur les annotations de l'œuvre par Volkova et Seong, mais elle ne fait pas référence à l'étude de Ling. Une traduction en hongrois est sortie en 1987.

#### Traductions
- [Ling/凌純聲 1934] (zh) Johnson Ling/凌純聲, 松花江下游的赫哲族 [« La tribu Goldi sur la rivière Sungari inférieure »], Nanjing, Academia sinica/國立中央硏究院,‎ 1934 (OCLC 123364330)
- [Volkova 1961] Majya Petrovna Volkova, Нишань самана битхэ (Предание о нишанской шаманке): Издание текста, перевод и предисловие, Институт народов азии, Академия наук СССР,‎ 1961 (OCLC 80663066)
- [成百仁 1974] (ko-Hani) 成百仁 [Seong Baek-in], 滿洲샤만神歌 / Nisan Saman-i Bithe, Université de Myongji,‎ 1974 (OCLC 36538543)
- [Nowak et Durrant 1977] (en) Margaret C. Nowak et Stephen W. Durrant, The tale of the Nišan shamaness: a Manchu folk epic, Seattle, University of Washington Press, 1977 (ISBN 978-0-295-95548-3, OCLC 3088755)
- [Melles 1987] (hu) Kornélia Melles, Nisan sámánnõ: mandzsu vajákos szövegek, Budapest, Helikon, coll. « Prométheusz könyvek », 1987 (ISBN 978-963-207-631-7, OCLC 24413692)

#### Analyses
- (en) Stephen W. Durrant, « The Nišan Shaman Caught in Cultural Contradiction », Signs, vol. 5, no 2,‎ 1979, p. 338–347 (DOI 10.1086/493712, JSTOR 3173565)
- (en) Alsace Yen, « Book Review: The Tale of the Nišan Shamaness », The Journal of American Folklore, vol. 93, no 1,‎ 1980, p. 88–90 (JSTOR 540231)
- (de) Bruno Richtsfeld, « Die Mandschu-Erzählung "Nisan saman-i bithe" bei den Hezhe », Münchner Beiträge zur Völkerkunde, vol. 2,‎ 1989, p. 117–155
- (en) T. A. Pang, « Rare Manchu manuscripts from the collection of the St. Petersburg branch of the Institute of Oriental Studies, Russian Academy of Sciences », Manuscripta Orientala, vol. 1, no 3,‎ 1995, p. 33–46 (lire en ligne)
- Walther Heissig, « Zu zwei evenkisch-daghurischen Varianten des mandschu Erzählstoffes "Nisan saman-i bithe" », Central Asiatic Journal, no 41,‎ 1997, p. 200–230 (ISBN 978-3-447-09025-4)